# Campeonato Paulista de Futebol Sub-15 de 2019
O Campeonato Paulista de Futebol Sub-15 de 2019 é uma competição amadora organizada pela Federação Paulista de Futebol (FPF). O torneio que é, no estado de São Paulo, o estadual da categoria sub-15, foi disputado por 69 clubes.

## Regulamento
O Campeonato Paulista Sub-15 foi disputado por 69 clubes e composto por seis fases. Na primeira fase, os clubes foram divididos em dez grupos (nove grupos de sete equipes e um grupo de seis equipes) através do sistema de regionalização, nos quais jogaram dentro dos respectivos grupos em turno e returno, classificando-se os três primeiros colocados de cada grupo, bem como os dois melhores quartos colocados. Na segunda fase, os 32 clubes qualificados formaram oito grupos de quatro equipes cada, jogando dentro dos respectivos grupos em turno e returno, classificando os dois melhores colocados de cada grupo. Já a terceira fase, os dezesseis clubes qualificados foram divididos em quatro grupos de quatro equipes cada, enfrentam-se os adversários de seus respectivos grupos em turno e returno. A partir da quarta fase (quartas-de-finais), os jogos se tornam eliminatórios. O sistema de esquema olímpico com a equipe de melhor campanha de todas as fases enfrentando a equipe com a pior campanha. O mando de campo foi decido pela campanha das equipes em todas as fases, ou seja, computados os pontos desde a primeira fase.

### Critérios de desempates
Acontecendo igualdade no número de pontos entre dois ou mais clubes, aplicam-se sucessivamente, os seguintes critérios técnicos de desempate:
- Maior número de vitórias;
- Maior saldo de gols;
- Maior número de gols marcados;
- Menor número de cartões vermelhos recebidos;
- Menor número de cartões amarelos recebidos;
- Sorteio público na sede da FPF.

## Primeira fase
A primeira fase do torneio foi disputada pelos 69 clubes em turno e returno entre os dias 6 de abril a 6 de julho. Os clubes foram compostos em dez grupos, sendo nove grupos com sete e um com seis equipes.